# Wolf Vostell
Wolf Vostell (Leverkusen, Njemačka, 14. listopada 1932. - Berlin, Njemačka, 3. travnja 1998.), 
njemački bio je njemački avangardni umjetnik u drugoj polovici dvadesetog stoljeća, koji je radio s različitim medijima i tehnikama, kao što su slikarstvo, skulptura, Umjetnička instalacija, De-collage, Videoumjetnost, Happening i Fluxus.

## Vanjske poveznice
- Museo Vostell Malpartida u Španjolskoj